# Jan Seyum
Jan Seyum fut un Roi des Rois d'Éthiopie, membre de la dynastie Zagoué et frère de Tatadim.
3e fils de Mara Tekle Haymanot, Jan Seyum serait le père de Harbai et de Gebre Mesqel Lalibela les successeurs de leur cousin  Yemrehanna Krestos. 